# Линии Блашко

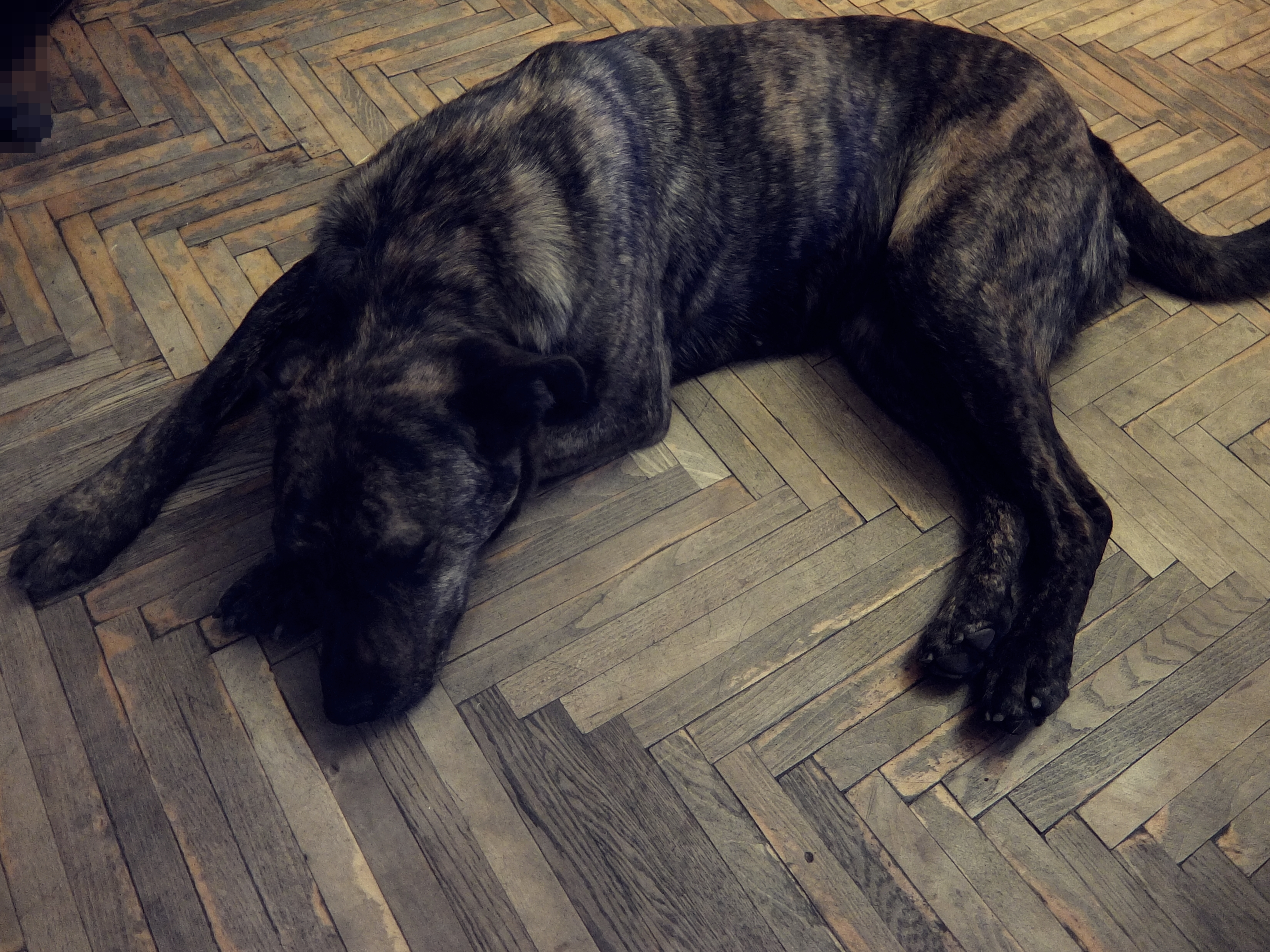
Пример линий Блашко на собаке

Линии Бла́шко были открыты в 1901 году немецким врачом из Берлина Альфредом Блашко. Линии содержатся изначально в ДНК каждого человека, но остаются невидимыми и проявляются лишь при определённых эндокринологических болезнях и, например, розовом лишае.
Линии имеют V-образную форму на спине, форму завитков на боках и плечах, и волнообразную на голове. Очень напоминают тигровый окрас. Также такие линии встречаются у животных, например, у кошек или собак.

## Причины возникновения линий Блашко[5]
- Изменение генетической информации — нарушение миграции клеточных потоков, что приводит к возникновению врождённых невусов.
- Невусы
  - Депигментированные
  - Пигментированные
  - Сальные
  - Линейные веррукозные воспалительные
- Стресс — стресс способен вызвать в клетках разных линий различные изменения.
- Химеризм — популяции клеток кожи несли в себе признаки пигментации различной степени.
- Нарушение дифференцировки клеток в период эмбриогенеза — клетки одного организма имеют различный набор генов, хотя происходят от одной зиготы. Линии представляют из себя что- то вроде проекта перемещения клеток, который становится виден в результате изменений на ранних стадиях дифференцировки.

## Диагностика[5]
Ультрафиолетовый мониторинг позволит заметить проявления линий.